# Arthur Forgeais
Hippolyte Arthur Alcibiade Forgeais (1822-1878) était un archéologue, sigillographe et numismate français.

## Éléments biographiques

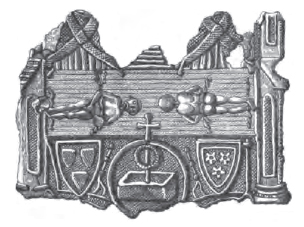
Enseigne médiévale de pèlerinage représentant le Suaire de Turin, trouvée dans la Seine sous le Pont-au-Change. Dessin publié par Arthur Forgeais en 1865.

Né le 24 août 1822 à Paris, ce commerçant dont la boutique était située à proximité immédiate du Pont-Neuf joua un rôle majeur dans la collecte, le catalogage et la publication d'objets archéologiques, sceaux, monnaies et médailles datant de l'Antiquité et du Moyen Âge à Paris.
Président fondateur de la Société de sphragistique de Paris créée en 1848, collaborateur régulier de la revue Le Musée Archéologique, il mit à profit, en érudit passionné par les antiquités du Vieux Paris, la rectification du tracé des quais de Seine, la reconstruction des ponts et le dragage du fleuve qui accompagnèrent les grands travaux Haussmanniens pour collecter de multiples objets anciens issus du lit de la Seine.
Le monumental recueil illustré en cinq volumes qui en résulta, publié de 1862 à 1866 sous le titre de Collection de plombs historiés trouvés dans la Seine et recueillis par Arthur Forgeais, fut couronné par l'Institut de France. Il semble toutefois que l'auteur ait pu devoir une part significative des éléments ainsi réunis aux apports du père Jésuite Cahier. Dessinateur habile et artiste peintre minutieux, Arthur Forgeais réalisa les images des objets représentés.
Arthur Forgeais fit don au Musée céramique de Sèvres d'un important lot de poteries gallo-romaines et de terres vernissées médiévales provenant du lit de la Seine et des fouilles du sol parisien. Il enrichit également les collections du Musée de Cluny en lui remettant des objets métalliques et quelques ivoires médiévaux issus de ses trouvailles.
Officier d'Académie, chevalier de l'Ordre des Saints-Maurice-et-Lazare en 1866 puis décoré de la Légion d'honneur en 1869 au titre de ses travaux d'érudition, il décéda à Paris (Ier arrondissement) le 10 juillet 1878 dans son domicile situé 54 quai des Orfèvres.

## Publications

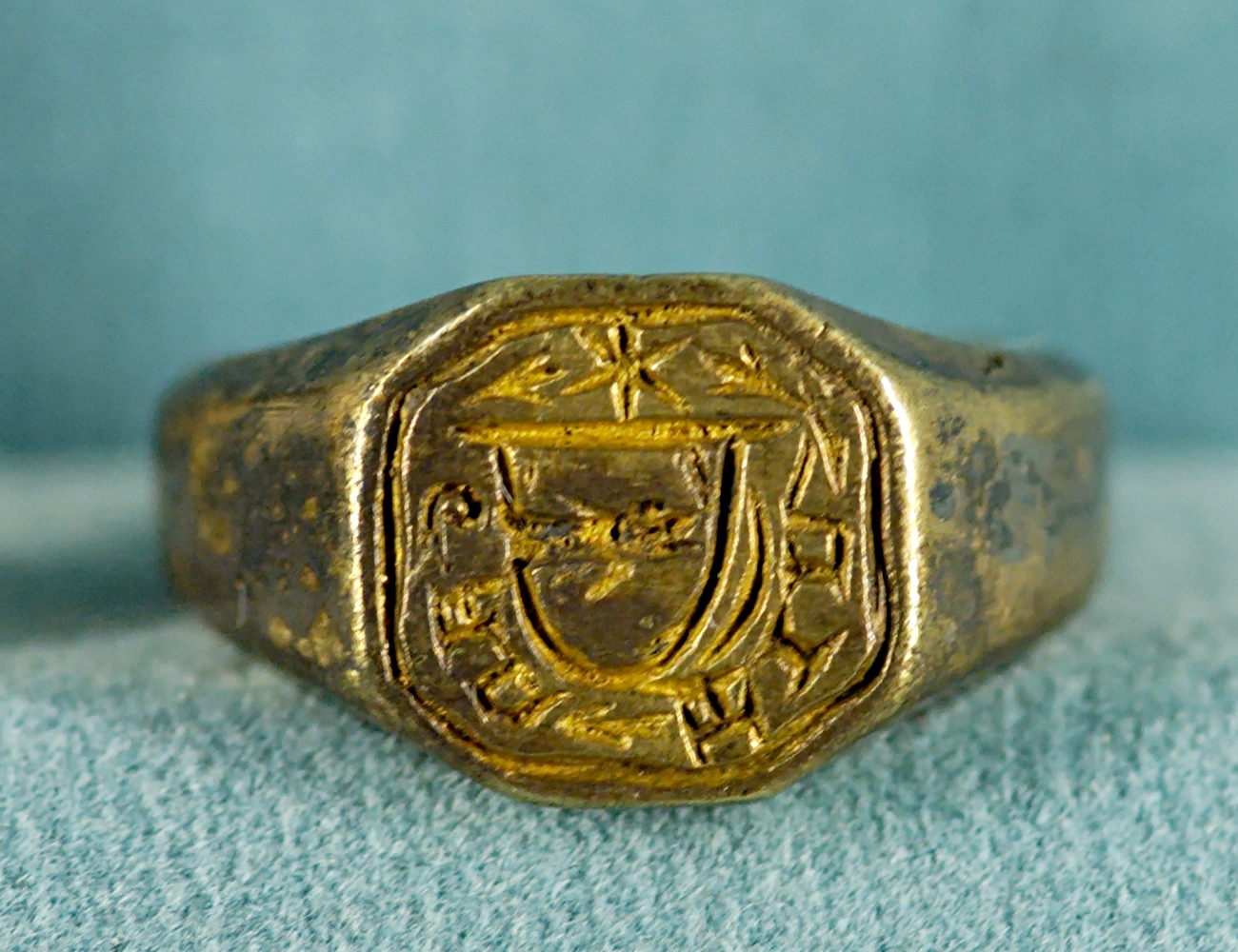
Bague médiévale en argent doré trouvée dans le lit de la Seine. Don d'Arthur Forgeais au Musée de Cluny.

- Notice sur le sceau inédit de la confrérie des pèlerins de Saint-Jacques de Paris (Paris, 1852)
- Notice sur le sceau du préchantre de l'église de Paris, Société de Sphragistique de Paris, Mémoires, vol.3-4, 1854, p. 311-315.
- Notice historique sur le scel communal, les armoiries et les cachets municipaux de la ville de Dunkerque (Paris, 1855)
- Notice sur des plombs historiés trouvés dans la Seine et recueillis par Arthur Forgeais (Paris, 1858)
- Collection de plombs historiés trouvés dans la Seine et recueillis par Arthur Forgeais (Paris, 1862-1866, 5 volumes in-8° avec figures) :
  - I. Méreaux des corporations de métiers
  - II. Enseignes de pèlerinages
  - III. Variétés numismatiques
  - IV. Imagerie religieuse
  - V. Numismatique populaire
- Numismatique des corporations parisiennes, métiers, etc., d'après les plombs historiés trouvés dans la Seine et recueillis par Arthur Forgeais (Paris, 1874)
- Crayons, écritoires et ampoules du Moyen Age d'après les plombs historiés trouvés dans la Seine et recueillis par Arthur Forgeais (Paris, 1875)
- Blasons et chevaliers du Moyen Age d'après les plombs historiés trouvés dans la Seine et recueillis par Arthur Forgeais (Paris, 1877)

## Sources
- Antoine Laporte, Histoire littéraire du XIXe siècle, manuel critique et raisonné, tome V, Paris, 1888, p. 93.
- Polybiblion: Revue bibliographique universelle, Volume XXIII, Paris 1878, p. 468.
- « Nécrologie d'Arthur Forgeais par l'abbé Dufour », Bulletin du bouquiniste, Volumes 41-42, 1878, p. 275-276
- Dossier de Légion d'honneur d'Arthur Forgeais.